# リチャード・アーチボルド
リチャード・アーチボルド（Richard Archbold、 1907年4月9日 - 1976年8月1日）は、アメリカ合衆国の動物学者、探検家である。ニューギニアなどの探検を行った。

## 生涯
石油産業などの資本家のジョン・ダスティン・アーチボルドの孫として生まれた。コロンビア大学で学ぶが卒業はしなかった。家族から相続した資産を利用して、一連のアメリカ自然史博物館のニューギニアへの生物学的な探検のスポンサーになり、フロリダ州の生物学的研究所を設立し、維持した。1928年にフランスとイギリスとアメリカ合衆国が共同で行ったジャン・デラクール（Jean Delacour）が率いるマダガスカルの探検隊に哺乳動物の収集担当として参加することになった。この探検のアメリカ隊の資金は父親のジョン・F・アーチボルドが負担した。この探検でアーチボルドは鳥類学者のオースティン・L・ランドと知り合い、生涯にわたって協力者となることになった。1929年から1931年の間のこの探検の間に父親は没した。1930年代に、3回のニューギニア探検を行った。動物学のリーダーが、ランドで、植物学のリーダーはレオナード・ブラスが務めた。1933年からの第1回の探検ではニューギニアの南東部を探検し、低地から高地までを探検した。この探検では従来の人力による方法で輸送を行ったが、人力による輸送の限界を感じたアーチボルドは探検に飛行機を使用することを考えるようになった。

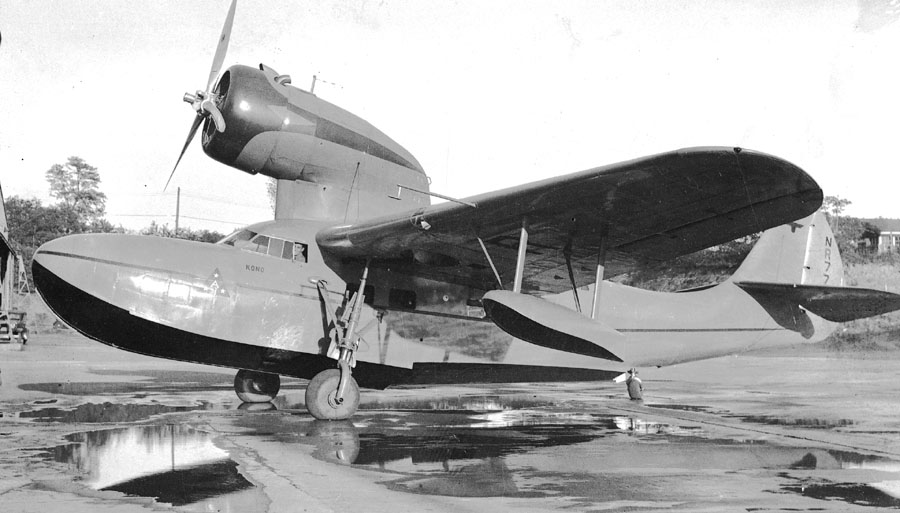
Richard Archbold's "Kono" (Fairchild XR-942-B, NR777)

第2回の探検は1936年2月から1937年1月まで行われ、ニューギニア南部、特にフライ川、パリマー川の川沿いの探検を行った。この探検では無線を使い、水陸両用のフェアチャイルド 91を持ち込むが、ポート・モレスビーで嵐によって失われて効果をあげることはできなかった。第3回の探検は1938年4月から行われた。オランダ領ニューギニアを探検し、ウィルヘルミナ山の植生限界からマンベラーモ川の支流のイーデンブルク川（現タリタウ川）の川岸までの高度の違う広い範囲の動植物の採集を行った。Guba IIと名付けたカタリナPBY-2飛行艇を用い、パイロットのラッセル・R・ロジャースは湖や川に着水し、物資の輸送を行った他、空中撮影なども行った。1938年6月23日には空中から、それまで知られていなかったダニ族の多く住む、ザバリエムバレーを発見した。
アーチボルドはパイロットライセンスを所有し、自らの所有する飛行機で飛行を行った。1937年6月24日から25日にカタリナ飛行艇でサンディエゴからニューヨークまでの水上機による最初のアメリカ大陸横断飛行を行った。1938年にはパプアニューギニアの3300mの高地にあるハベア湖に初めて着水、離水した。このような高度の湖水への離着水は史上初であった。1939年のニューギニア探検が終了すると、アメリカ合衆国へ太平洋横断して帰還しようとしたが、戦争が近づいていることを予想していたオーストリア政府はアジアを経由しないインド洋を越えるヨーロッパへの新しい飛行ルートの開拓の実験にアーチボルドの飛行艇は借り上げられることになった。操縦はP.G.テイラーが行い、探検隊のメンバーは航法士を務めた。西オーストラリアのポートヘッドランドからココス諸島、ディエゴガルシア島、セイシェルを経由してケニアのモンバサの航路をとった。飛行の最初に悪天候のため、一旦ジャカルタに迂回したことを除いて飛行は順調に行われ、モンバサでオーストラリアの乗組員と別れ、アーチボルドは飛行を続け1939年7月ニューヨークに着陸した。
太平洋戦争が始まると、ニューギニアの探検はできなくなり、アーチボルトはフロリダのレークプラシッドにアーチボルト生物学研究所を設立した。戦後もアーチボルドの資金でニューギニアの探検が4回行われたが、自らは探検に参加することはなかった。

## 関連図書
- Archbold, R.; & Rand, A.L. (1935). Summary of the 1933-1934 Papuan Expedition. Results of the Archbold Expeditions. No.7. Bulletin of the American Museum of Natural History 68 (8): 527-579.
- Rand, Austin L. (1940). Summary of the 1936-1937 New Guinea Expedition. Results of the Archbold Expeditions. No.29. Bulletin of the American Museum of Natural History 77 (7): 341-380.
- Archbold, R.; Rand, A.L.; & Brass, L.J. (1942). Summary of the 1938-1939 New Guinea Expedition. Results of the Archbold Expeditions. No.41. Bulletin of the American Museum of Natural History 79 (3): 197-288.
- Morse, R. (2000). Richard Archbold and the Archbold Biological Station. University Press of Florida: Gainesville. ISBN 0-8130-1761-0
- Rand, A.L. (1977). Obituary: Richard Archbold, 1907-1976. Auk 94: 186-187.